# 斎藤まさし
斎藤まさし（さいとうまさし、1951年〈昭和26年〉 - ）は、日本の政治活動家、市民運動家。MPD・平和と民主運動（市民の党）代表。本名は酒井剛（さかいたける）。

## 概説
島根県邇摩郡五十猛村生まれ。島根県立大田高等学校卒業。1970年、上智大学外国語学部ロシア語学科に進学し、在学中から学生運動に参加。
1971年の学生訪中団にも加わる。
1972年に上智大学から除籍処分を受けた。
1974年に学生運動団体「日本学生戦線」を、1979年に「立志社」を設立した。
1983年、参議院議員の田英夫元社会民主連合代表や八代英太、宇都宮徳馬らと政治団体「MPD・平和と民主運動」を立ち上げ、1996年には、市民の党を結成。市民の党は関東圏を中心に、地方議会に議員を送り込んでいる。また斎藤の呼びかけにより、主に民主党から国政選挙に立候補した候補者の選挙支援が目的の、市民の党から派生した政治団体「政権交代をめざす市民の会」や「どがんかせんば！の会」（沖縄県）も立ち上げられている。かつてはわしお会代表や、『わしお英一郎東京応援団』会計責任者を務めていた。なお「市民の党」「わしお会」「わしお英一郎東京応援団」は所在地が同一で、会計責任者も同一人物が務めている。
2015年5月26日、同年4月12日に行われた、静岡市長選挙で、旧高田薬局創業者の妹の立候補のサポート役に徹したが、公職選挙法で禁じられている行為である告示前に投票を呼び掛けるビラの配布を依頼し、また運動員を500万円余の報酬で買収を企てたとして、その創業者らとともに、公職選挙法違反で、静岡県警に逮捕された。起訴後の裁判では、斎藤まさしは一貫して無罪を主張するも、地裁では裁判長が「政治団体の活動として行われた計画的かつ組織的な犯行で、酒井被告がアドバイザーとして全面的に指揮した」と指摘し、「多額の現金を報酬として利害誘導をした、選挙違反の中でも悪質な買収事犯」として、2016年6月3日に懲役2年、執行猶予5年（求刑懲役2年）の判決が言い渡された。斎藤側は判決を不服として控訴したが、高裁でも判決は覆らず、また最高裁も一審二審の判決を支持し、2018年8月24日に被告側の上告を棄却したため、斎藤の有罪が確定し、公民権も停止された。

## 人物
- 田英夫の娘婿という週刊誌の記述をもとにした誤った情報が流布しているが、親族から否定され、斉藤を田の娘婿と名指しした参議院予算委員会での、自民党の礒崎陽輔、山谷えり子議員の質問箇所は議事録から削除された。
- 「斎藤まさし」の名前で各地の選挙運動を手がけて候補者を当選に導き、「無党派選挙のプロ」等の評もある[11]。市民の党が勝手連的に応援し、当選した候補者には中村敦夫（元参議院議員）、秋葉忠利（前広島市長）、堂本暁子（元千葉県知事）、嘉田由紀子（参議院議員）、川田悦子（元衆議院議員）、大河原雅子（衆議院議員）、黒岩宇洋（元衆議院議員、ただし市民の党が応援したのは参院選出馬時）、宮崎岳志（群馬県議会議員）、篠田昭（元新潟市長）、山本太郎（参議院議員）、喜納昌吉（元参議院議員）らがいる。菅直人が初当選した際の選挙も手伝っており、民主党議員約100人の選挙応援を行っている[12]。
  - 無党派を謳っているものの、実際には特定の政党と密接な関係を持って選挙活動を行っている場合がある。2011年には菅直人の民主党から2億円以上の政治資金が流れていた事が発覚している。2012年頃から関係を強めた山本太郎の周辺でも同様の事例が指摘されている[13]。
  - 選挙期間前の投票呼びかけが疑われる等違法性のある活動を行い、公選法違反で関係者が有罪判決を受けている。
- 2004年、季刊誌「理戦」の対談記事で、「僕は、革命のために選挙をやっている」「目的は革命なんだから、最終的には中央権力を変えなければならない。だけど革命派が強い拠点地域を作っていくことは重要です」と述べるなど、社会主義・共産主義的な革命思想を掲げている。
- 「菅直人とは30年ぐらい前からの付き合い」と発言している[14]。
- 日本人拉致事件については「解決する一番いい方法は日朝国交正常化だ」と述べている[15]。
- 共産主義者同盟赤軍派に共感を示しており、平成15年の雑誌の対談記事では「革命一筋。この30年間他に何も考えたことはない」と述べ、自らを「レーニン主義者」と紹介した[15]。
- 2011年4月に行われた第17回統一地方選挙の三鷹市議会議員選挙では、森順子（よど号ハイジャック事件を起こしたよど号グループの元リーダー田宮高麿とともに石岡亨・松木薫を欧州から北朝鮮に拉致し結婚目的誘拐容疑で国際手配を受けている）の長男森大志を、代表を務める市民の党から擁立している。斎藤は市議選に擁立した背景について取材で「10年ほど前に北朝鮮に行き、よど号の人間や娘たちと会った」「その中には（三鷹市議選に出馬した）長男の姉もいた」「そうした縁もあって、長男が帰国してきてからつながりがあった」と述べている[15]。
  - 北朝鮮や田宮との関係について「救う会」会長の西岡力は「酒井（斎藤まさし）代表がよど号犯やその子供らと会えたことは、北朝鮮が酒井代表を同志と考えたか、対日工作に利用できると判断して許可を出したことになる。酒井や市民の党が北と密接な関係にあったのは明白だ」と批判している[15]。
  - また枝野幸男内閣官房長官（当時）は、斎藤がよど号ハイジャック事件の犯人との接触を認めたことについて「そうした方を存じ上げないのでコメントしようがない。私のところに情報は来ていない」と述べ、斎藤を対象とした調査についても「内閣官房としては直接の担当部局だと思っていない」として官邸サイドが直接調査する考えがないという見解を表明しており、枝野が斎藤と面識があるかを問われた際は「100人、1千人のパーティーで会っている可能性は否定しないが、私自身、面識があるという認識はない」と答えている[16]。
- 民主党が下野した2012年以降は元タレントで活動家の山本太郎に接近し、初出馬から新党立ち上げ後までサポートしている[17]。
- 静岡市長選挙中の公選法違反で逮捕され、懲役2年（執行猶予5年）の有罪判決を受けた。斎藤は無罪を主張し最高裁まで争うも、上告は棄却され判決が確定し公民権も停止された。
  - 斎藤の裁判では元民主党法務大臣平岡秀夫や山本太郎らが支援活動を展開した。最高裁での有罪確定後にも会見も行い、斎藤を擁護している[18]。